# Kleiner Odenwald

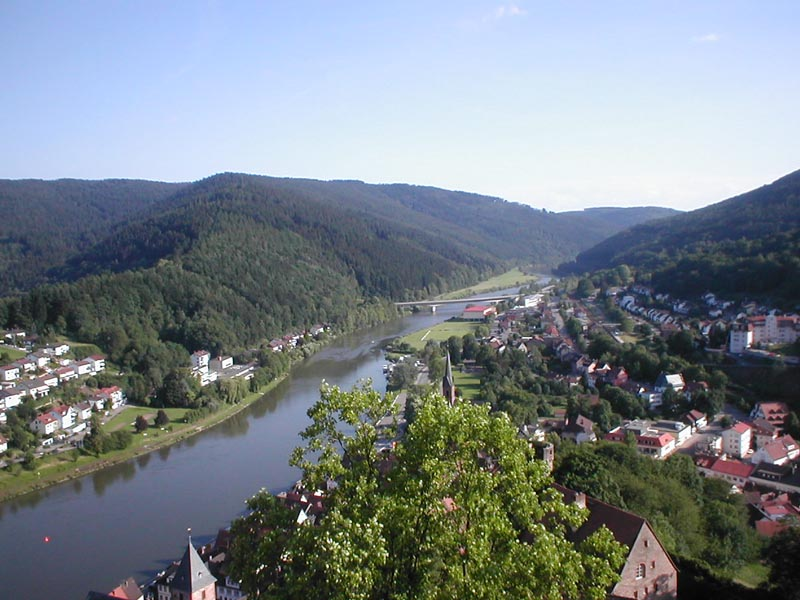
Blick von Burg Hirschhorn (Odenwald) zum Kleinen Odenwald jenseits des Neckars; mit Hirschhorn (rechts), Ersheim (links) und Brücke der B 37 (mittig)

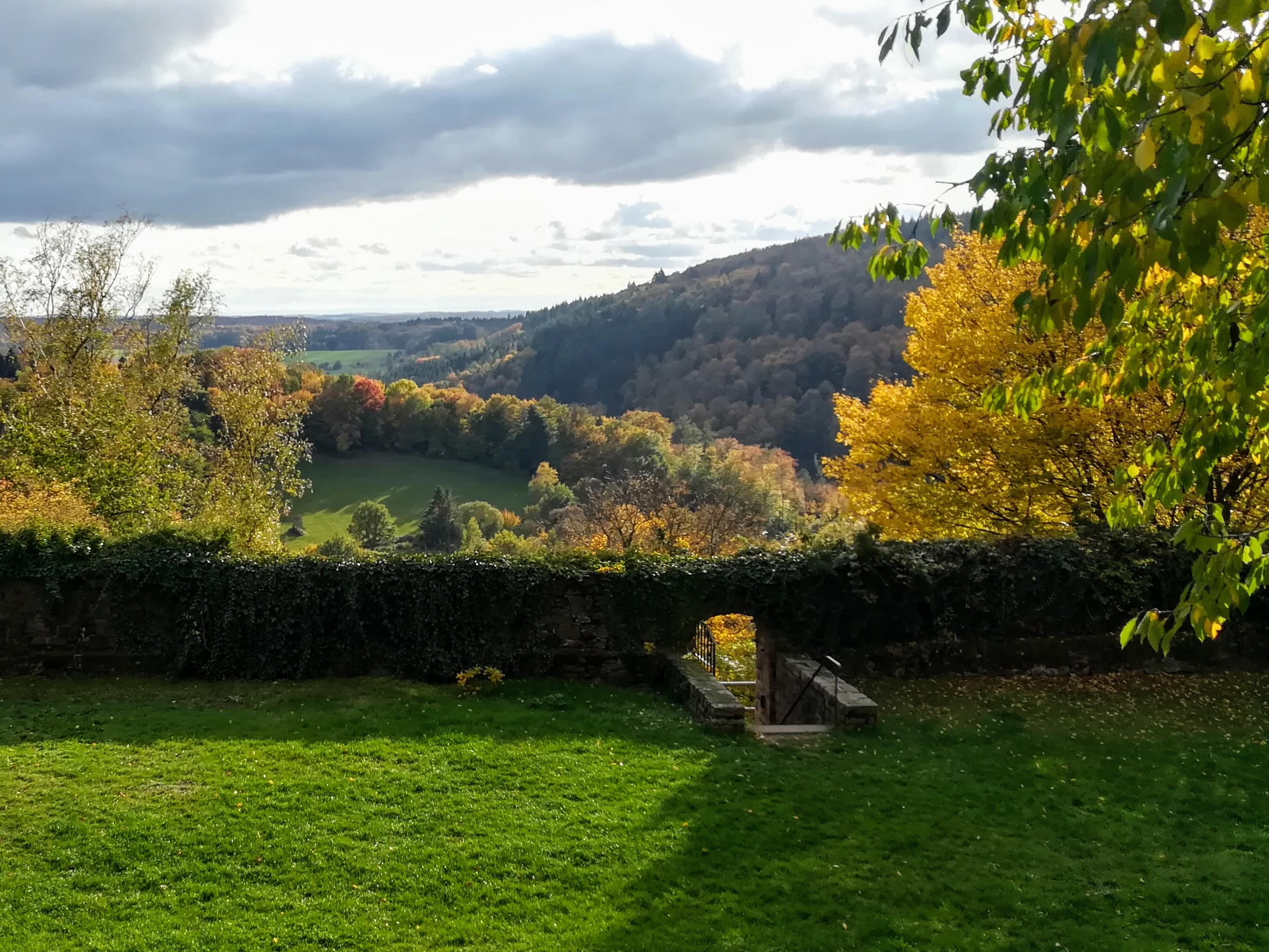
Blick in den Kleinen Odenwald ab Dilsberg

Der Kleine Odenwald ist der bis 570,3 m ü. NHN hohe Südteil des Mittelgebirges Odenwald und ein Teil des Naturraumes Sandstein-Odenwald im nordwestlichen Baden-Württemberg. Ostsüdöstlich von Heidelberg bzw. südlich des Neckars, der den Kleinen Odenwald vom restlichen Odenwald trennt, gelegen, setzt sich in seiner Landschaft der im nördlichen Odenwald vorherrschende Sandstein fort.

## Geographie

### Lage
Der Kleine Odenwald liegt in den Landkreisen Rhein-Neckar und Neckar-Odenwald und im Gebiet der kreisfreien Großstadt Heidelberg. Er wird – im Uhrzeigersinn betrachtet – im Norden vom Neckar unter anderem mit Neckargemünd und Eberbach, im Osten auch von diesem Fluss zum Beispiel mit Obrigheim, im Süden von Reichartshausen, Waibstadt und Eschelbronn sowie im Westen von Wiesloch, Leimen und vom wiederum am Neckar liegenden Heidelberg begrenzt. Zu seinen Gemeinden zählen: Lobbach, Bammental, Gaiberg, Wiesenbach, Aglasterhausen, Schwarzach, Neunkirchen und Schönbrunn. Die wichtigsten Gewässer der Landschaft sind Elsenz, Schwarzbach und Lobbach.
Etwas östlich des Kleinen Odenwaldes liegt das Bauland, südlich der Kraichgau und westlich die Oberrheinische Tiefebene. In seinem Südostteil befindet sich ein Teil der Brunnenregion.

### Naturräumliche Zuordnung und Gliederung
Der Kleine Odenwald gehört in der naturräumlichen Haupteinheitengruppe Odenwald, Spessart und Südrhön (Nr. 14) zur Haupteinheit Sandstein-Odenwald (144) und gliedert sich in die Untereinheiten Westlicher Kleiner Odenwald (144.1) und Östlicher Kleiner Odenwald (144.2) auf. Nach Norden leitet die Landschaft beider Untereinheiten durch das Odenwald-Neckartal (144.3) zum Zentralen Sandsteinodenwald (144.6) über. Im Süden schließt sich in der Haupteinheitengruppe Gäuplatten im Neckar- und Tauberland (Nr. 12) die Haupteinheit Kraichgau (125) an. Direkt westlich schließt sich an den Westlichen Kleinen Odenwald in der Haupteinheitengruppe Nördliches Oberrheintiefland (22) und in der Haupteinheit Bergstraße (226) die Untereinheit Gaisbergfuß (226.1) an.
Der Westliche Kleine Odenwald liegt etwa zwischen Heidelberg im Nordwesten, Neckargemünd im Nordosten, Mückenloch im Osten, Wiesenbach und Bammental im Südosten, Gauangelloch und Maisbach im Süden, Wiesloch und Nußloch im Südsüdwesten sowie Leimen und Rohrbach im Westen. Innerhalb der Landschaft befinden sich Kohlhof, Waldhilsbach, Gaiberg und Lingental.
Der Östliche Kleine Odenwald liegt etwa zwischen Neckarhäuserhof im Nordwesten, Ersheim und Pleutersbach im Norden, Neckarwimmersbach und Rockenau im Nordosten, Guttenbach und Neunkirchen im Osten, Michelbach und Reichartshausen im Süden, Waldwimmersbach im Südwesten und Mückenloch im Westen. Innerhalb der Landschaft befinden sich Moosbrunn, Allemühl, Schwanheim, Leidenharterhof, Haag und Schönbrunn.
Beide Untereinheiten, Westlicher Kleiner Odenwald und Östlicher Kleiner Odenwald stoßen nicht direkt aneinander, denn sie sind in der Gegend der Ortschaft Mückenloch durch einen nördlichen Teil des Kraichgaus voneinander getrennt, der dort nicht über die Untereinheiten, sondern direkt an das Odenwald-Neckartal stößt.

### Naturpark und Geopark
Der Kleine Odenwald ist Teil des Naturparks Neckartal-Odenwald. Die dem Neckar-Odenwald-Kreis zugeordneten Gemeinden sowie Teile des Rhein-Neckar-Kreises sind Bestandteil des Geo-Naturparks Bergstraße-Odenwald der UNESCO, dessen Ziel insbesondere die geotouristische Aufwertung und nachhaltige Vernetzung ist.

### Berge
Zu den Bergen, Erhebungen und deren Ausläufern im Kleinen Odenwald gehören – sortiert nach Höhe in Meter (m) über Normalhöhennull (NHN):
- Königstuhl (570,3 m), südöstlich der Altstadt von Heidelberg
- Hebert (518,8 m), südlich von Eberbach-Neckarwimmersbach
- Auerhahnenkopf (487,8 m), südlich von Heidelberg-Schlierbach
- Hirschhornberg (461,6 m), nordwestlich von Oberschönbrunn; mit Talhang Unterer Neckarberg
- Kolben (410,3 m), nordnordöstlich von Schönbrunn-Moosbrunn; mit Talhang Oberer Neckarberg
- Gaisberg (375,7 m), südlich der Altstadt von Heidelberg
- Neckarberge (367,9 m), südlich von Mückenloch-Neckarhäuserhof
- Oberer Stadtwald (363,0 m), östlich von Neckargemünd
- Unterer Stadtwald (325,8 m), südwestlich von Neckargemünd
- Hirschberg (317 m m), nordöstlich von Nußloch
- Neckarriedkopf (297,8 m), südwestlich von Neckargemünd im Unteren Stadtwald
- Hollmut (285,1 m), südlich von Neckargemünd
- Salzberg (259,3 m), westsüdwestlich von Lobbach-Lobenfeld
- Bammertsberg (250,3 m), nördlich von Bammental

## Geologie
Im nördlich des Neckars gelegenen Odenwald stehen Schichten des Buntsandstein an, der außer dort, wo der Stein ohnehin in der Landschaft auf natürliche Weise zu Tage tritt, auch die regionale Architektur prägt. Südlich des Neckars setzen sich die Ausläufer des Buntsandsteins auf einer Breite von etwa 40 km im so genannten Kleinen Odenwald fort. Zwar gibt es hier keine schroffen Felswände mehr, doch zeigen die aus regionalem Gestein erbauten historischen Bauten der Orte weiterhin den charakteristischen Rotton. Im Süden geht das Gestein allmählich in Muschelkalk über; dort beginnt eine neue naturräumliche Einheit, der Kraichgau.

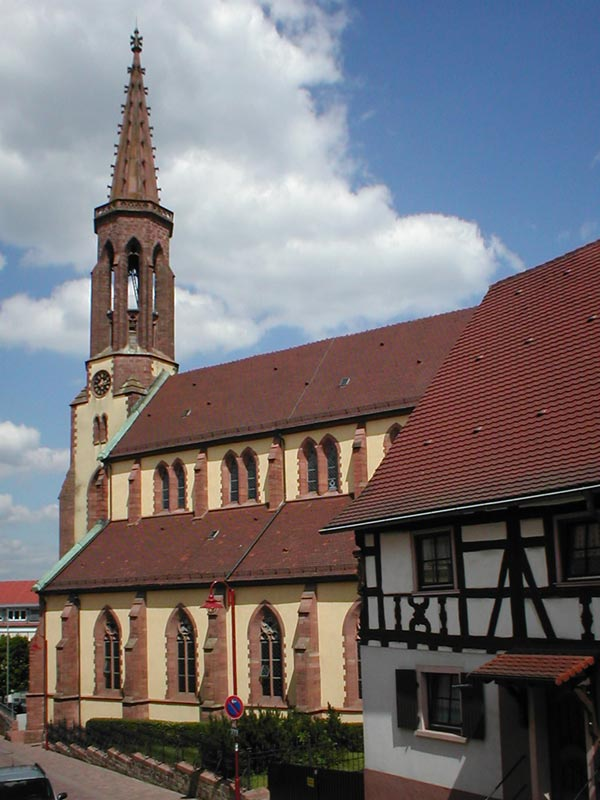
Katholische Kirche in Waibstadt aus typischem Buntsandstein
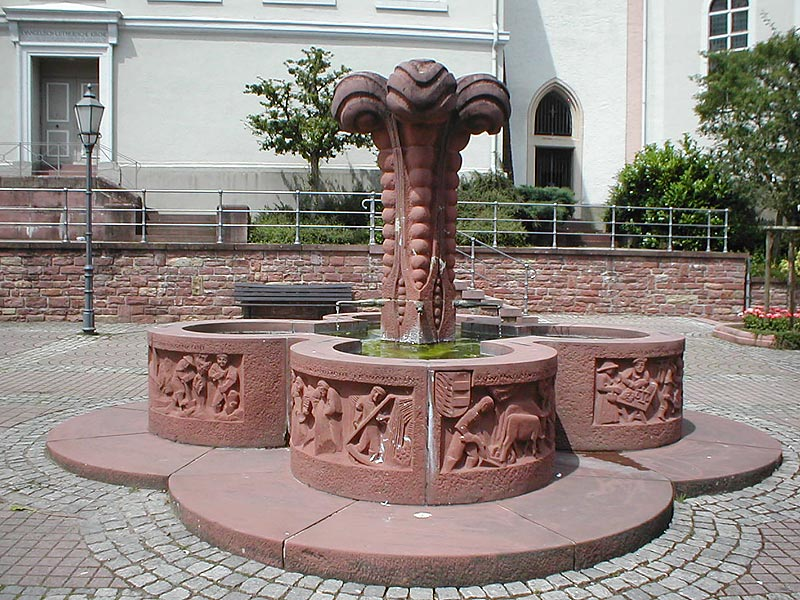
Ortsbrunnen in Aglasterhausen aus Buntsandstein
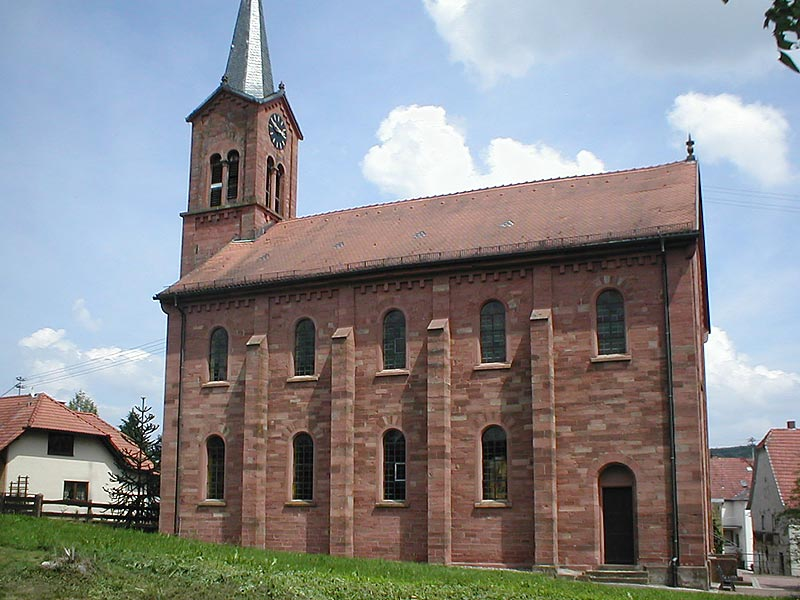
Kirche in Breitenbronn

## Geschichte
Die Burgen des Kleinen Odenwaldes wie beispielsweise die Minneburg oder die Burg Schwarzach wurden im hohen Mittelalter vermutlich durch Gefolgsleute der Staufer errichtet, ebenso wurde das Kloster Lobenfeld auf staufischem Gut gegründet. Viele der kleinen Ortschaften im Kleinen Odenwald gehen auf Burgweiler oder Mühlensiedlungen der Burgen zurück. In den meisten Orten übte der regionale niedere Adel die Ortsherrschaft aus. Die Region kam nach dem Ende der Staufer ab dem 13. Jahrhundert überwiegend zur Kurpfalz, deren dortige Besitzungen in der Stüber Zent innerhalb des Oberamts Heidelberg zusammengefasst waren, deren Zentgericht in Reichartshausen tagte.

## Verkehr und Wandern
Der Kleine Odenwald wird von den Bundesstraßen 37 und 292 praktisch umschlossen. Er wird von der Schwarzbachtalbahn und der Elsenztalbahn berührt oder durchquert. Hindurch verläuft in Nord-Süd-Richtung der Europäische Fernwanderweg E1.
Beim Heidelberger Schloss beginnt auch der Neckarsteig.